# Rhinocosmetus
Genre
Rhinocosmetus est un genre d'araignées aranéomorphes de la famille des Theridiidae.

## Distribution
Les espèces de ce genre se rencontrent en Asie du Sud-Est, en Asie du Sud et en Asie de l'Est.

## Liste des espèces
Selon World Spider Catalog (version 25.0, 08/05/2024) :
- Rhinocosmetus argentatus Vanuytven, Jocqué & Deeleman-Reinhold, 2024
- Rhinocosmetus atropyga Vanuytven, Jocqué & Deeleman-Reinhold, 2024
- Rhinocosmetus carnicobarensis (Tikader, 1977)
- Rhinocosmetus cochleatus Vanuytven, Jocqué & Deeleman-Reinhold, 2024
- Rhinocosmetus djojosudharmoi Vanuytven, Jocqué & Deeleman-Reinhold, 2024
- Rhinocosmetus dolichogaster Vanuytven, Jocqué & Deeleman-Reinhold, 2024
- Rhinocosmetus dolichorhinus Vanuytven, Jocqué & Deeleman-Reinhold, 2024
- Rhinocosmetus gretathunbergae Vanuytven, Jocqué & Deeleman-Reinhold, 2024
- Rhinocosmetus gunungleuser Vanuytven, Jocqué & Deeleman-Reinhold, 2024
- Rhinocosmetus lombok Vanuytven, Jocqué & Deeleman-Reinhold, 2024
- Rhinocosmetus megarhinus Vanuytven, Jocqué & Deeleman-Reinhold, 2024
- Rhinocosmetus nasicornis Vanuytven, Jocqué & Deeleman-Reinhold, 2024
- Rhinocosmetus nasutus (O. Pickard-Cambridge, 1880)
- Rhinocosmetus pinocchio Vanuytven, Jocqué & Deeleman-Reinhold, 2024
- Rhinocosmetus skoliorhinus Vanuytven, Jocqué & Deeleman-Reinhold, 2024
- Rhinocosmetus sumba Vanuytven, Jocqué & Deeleman-Reinhold, 2024
- Rhinocosmetus xiphias (Thorell, 1887)

## Systématique et taxinomie
Ce genre a été décrit par Vanuytven, Jocqué et Deeleman-Reinhold en 2024 dans les Theridiidae.

## Publication originale
- Vanuytven, Jocqué & Deeleman-Reinhold, 2024 : « Two new theridiid genera from Southeast Asia (Araneae: Theridiidae, Argyrodinae): males with a nose for courtship. » Journal of the Belgian Arachnological Society, vol. 39, no 1, supplement, p. 1-96.